# Lammoth
Lammoth is een fictieve regio in het noordwesten van Midden-aarde van J.R.R. Tolkien.
Lammoth betekent Grote Echo en dankt zijn naam aan het feit dat Morgoth en Ungoliant erheen vluchtten na de diefstal van de Silmarillen. Ungoliant wilde de Silmarillen echter voor zichzelf en viel Morgoth aan om ze te verkrijgen. Hij uitte een grote schreeuw, die weerklonk in het volledige noorden van Midden-aarde. Balrogs, die zich nog steeds in de diepten van Angband verschuilden, hoorden de kreet en kwamen hun meester te hulp. Er volgde een vreselijk gevecht waarna Ungoliant uiteindelijk de vlucht nam.

## Andere versies van het legendarium
In "Tuor en zijn komst naar Gondolin" in Nagelaten vertellingen verwijst de naam 'Grote Echo' niet naar deze schreeuw, maar naar de akoestische eigenschappen van dit gebergte en de grote echo's die erdoor werden veroorzaakt.